# La 25ª ora (romanzo)
La 25ª ora (titolo originale: The 25th Hour) è il romanzo d'esordio di David Benioff, pubblicato nel 2001. Il regista Spike Lee ha girato un film omonimo, basato sul romanzo, uscito nel 2002, di cui David Benioff è stato soggettista e sceneggiatore.

## Trama
Il romanzo racconta le ultime ventiquattro ore di libertà di Montgomery "Monty" Brogan, uno spacciatore newyorkese condannato a essere rinchiuso nel carcere di Otisville. Monty trascorre queste ultime ore con la sua ragazza, Naturelle, e con i suoi amici, Frank, un broker, e Jacob, un insegnante di letteratura.

## I personaggi

### Personaggi principali
- Francis Xavier "Frank" Slattery, amico di Monty lavora a Wall Street.
- Jacob Elinsky, amico di Monty, insegnante di inglese.
- Montgomery "Monty" Brogan, protagonista del romanzo, ventisettenne dedito allo spaccio di eroina.
- Naturelle Riviera, compagna di Monty.
- Uncle Blue, boss malavitoso, capo di Monty.

### Personaggi secondari
- Anthony Lo Bianco, ex professore di Jacob, ora suo collega, insegnante di grammatica.
- Ary Lichter, supervisore di Frank Slattery.
- Billy Marr, star del cinema.
- Charlotte, anziana vicina di casa di Frank Slattery.
- Dimitriev sig.ra, proprietaria di un palazzo dove fa prostituire ragazze dell'est Europa.
- Donatella Bruno, è stata una fidanzata di Monty.
- Doyle, cane pitbull che Monty trova per strada.
- Eddie Arabian, studente della scuola dove lavora Jacob.
- Eoin, fratello di Frank Slattery.
- Etienne Michaux, amico di Khari, detenuto nel carcere di Otisville.
- Evie, badante di Charlotte.
- Green, insegnante, collega di Jacob.
- Helena, prostituta moscovita.
- Jeremy, cameriere.
- Jody, barista.
- Kennelly, lavora nel ristorante del padre di Monty.
- Khari, uno dei buttafuori del locale di Volandes.
- Kostya Novotny, omone di 35 anni, ucraino, guardaspalle di Monty.
- Little Vic, carcerato, bravo giocatore di scacchi.
- Maggie, prostituta portoricana che lavora per Volandes.
- Maravai, spacciatore incarcerato.
- Marcuse, collega di Frank Slattery.
- Mary D'Annunzio, studentessa di Jacob.
- Natasha, prostituta con cui va Uncle Blue.
- Oscar. uno dei buttafuori del locale di Volandes.
- Phelan, collega di Frank Slattery.
- Roz, prostituta portoricana che lavora per Volandes.
- Senka, madre di Monty.
- Simon, tossicodipendente che si riforniva da Monty.
- Smith il giusto, il più prolifico del graffitari di New York.
- Terry, insegnante di biologia, collega di Jacob.
- Vince Miskella, compagna di classe di Mary.
- Volandes, gestore di un locale.
- Zoya, cugina di Kostya.

## Critica
Per Publishers Weekly, il romanzo La 25ª ora è stato "concepito in maniera brillante, questo dramma criminale ostenta un dialogo diretto, ritratti in chiaroscuro degli strati sociali di New York e un inesorabile crescendo di tensione." Per Bookseller, il romanzo mostra "potenti caratterizzazioni e dialoghi". Entertainment Weekly ha assegnato al romanzo di Benioff il voto A meno, sostenendo che l'autore "mostra una gran capacità di criticare il suo genere, pur rivitalizzandone i cliché" e che il romanzo riesce a trasmettere "pathos ed eccitazione".

## Edizioni
- David Benioff, La venticinquesima ora, Neri Pozza Editore, 2001,  p. 215, ISBN 88-7305-810-8.